# Port lotniczy Panjgur
Port lotniczy Panjgur (IATA: PJG, ICAO: OPPG) – port lotniczy położony w Panjgurze, w prowincji Beludżystan, w Pakistanie.